# 俄羅斯的伊琳娜·亞歷山德羅芙娜公主
伊琳娜·亞歷山德羅芙娜·罗曼诺娃（俄语：Ирина Александровна Романова，1895年7月15日—1970年2月26日）是俄羅斯帝國的公主。她是沙皇亞歷山大三世的孙女、末代沙皇尼古拉二世的姪女。
伊琳娜的母亲是克谢尼娅·亚历山德罗芙娜女大公。她因父亲和沙皇政见不同而和家人长年住在法国。1914年，她和俄罗斯贵族和首富費利克斯·尤蘇波夫亲王结婚。两人的独生女在1915年出生。
她和丈夫都深知格里戈里·叶菲莫维奇·拉斯普京为皇室带来的危险。尤蘇波夫亲王後来和其他人在1916年12月30日成功杀害拉斯普京。事发后，尼古拉二世放逐尤苏波夫到拉基特诺耶区。她一家的放逐也使他们成為少數逃过1917年的十月革命的俄国皇族。
俄國二月革命以後，她和家人流亡到克里米亚并在次年得到英国王室的帮助下逃亡到英国。她一家最后安定在法国巴黎。